# Barone Farnham

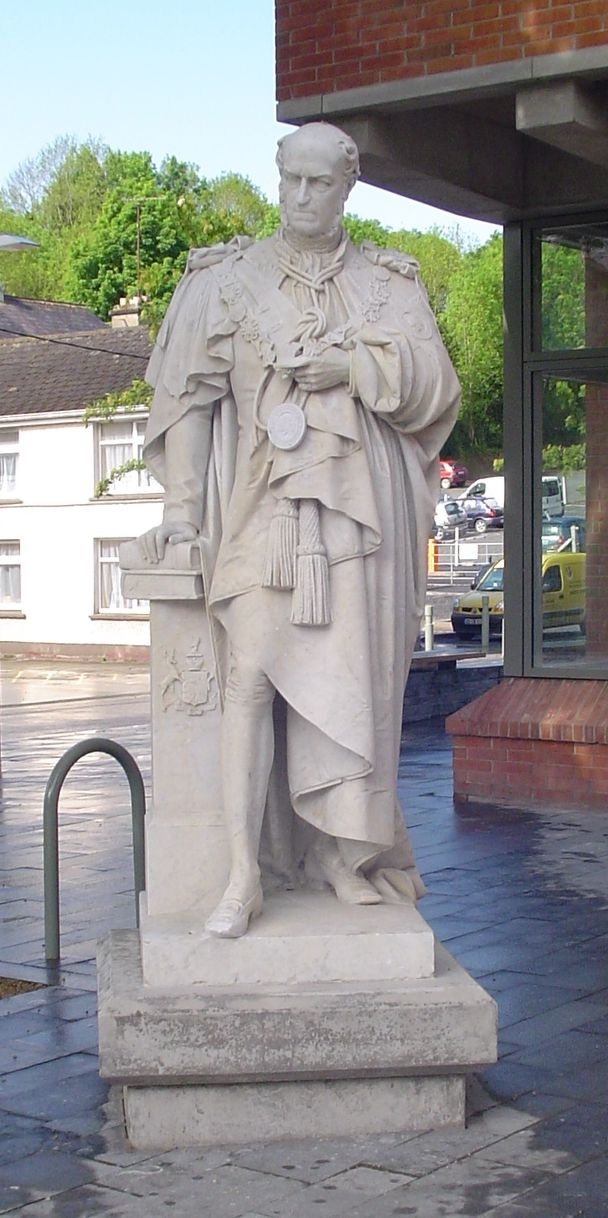
Una statua raffigurante il settimo barone Farnham, presso Cavan.

Barone Farnham è un titolo nobiliare che rende Pari d'Irlanda. Il titolo si riferisce alla località irlandese di Farnham, nella contea di Cavan e fu assegnato la prima volta nel 1756 a John Maxwell, già membro della Irish House of Commons.

## Storia
Il figlio di John Maxwell, il secondo barone, fu creato visconte Farnham nel 1760 e conte di Farnham nel 1763. Entrambi i titoli rendevano pari d'Irlanda, ma si estinsero quando il secondo barone morì, giovane, nel 1779. Suo fratello, il terzo barone, fu nominato a sua volta visconte Farnham nel 1781 e conte di Farnham nel 1785. 
Il secondo conte, figlio del primo, fu inviato alla House of Lords come Irish Representative Peer dal 1816 al 1823. Alla sua morte, nel 1823, il titolo rimase ancora vacante. Nel titolo di barone gli succedette il cugino, che divenne quinto barone Farnham. Egli era il figlio maggiore dell'Onorevole Henry Maxwell, Lord Bishop di Meath, terzo figlio del primo barone Farnham.
Lord Farnham fu membro del Parlamento come rappresentante della contea di Cavan e dal 1825 al 1838 divenne Irish Representative Peer alla House of Lords dal 1825 al 1838. Suo nipote, il settimo barone (che succedette al padre nel 1838), fu a sua volta rappresentante in Parlamento per la contea di Cavan e Irish Representative Peer alla House of Lords dal 1839 al 1868. Lord Farnham e la moglie rimasero uccisi nella tragedia ferroviaria avvenuta ad Abergele nel 1868. Il titolo passò così al suo fratello minore, l'ottavo barone. Alla sua morte il titolo passò ad un altro fratello, il nono barone, che fu anch'egli un uomo politico. Nel 1885 questi succedette ad un lontano parente nel titolo di baronetto di Calderwood. Alla sua morte, i titoli passarono al nipote, il decimo barone Franham. Egli fu Lord Lieutenant di County Cavan e Irish Representative Peer, anche se solamente per due anni, dal 1898 al 1900. Suo figlio, l'undicesimo barone, ricoprì l'incarico di Irish Representative Peer dal 1908 al 1957. Sino al 2006 il titolo fu detenuto da suo nipote, il tredicesimo barone.